# Popteenカバーガール戦争
『Popteenカバーガール戦争』（ポップティーンカバーガールせんそう）は、インターネットテレビ局AbemaTVのAbemaSPECIALチャンネルで2018年11月2日から配信されたバラエティ番組。略称は「ポプ戦」。

## 番組概要
ガールズファッション誌『Popteen』（角川春樹事務所）とAbemaTVの公式連動サバイバルリアリティーショー。Popteenの“2軍モデル”である「レギュラーモデル」の11人が、雑誌の表紙を飾ることができる「専属モデル」を目指し、さまざまなバラエティー企画に挑戦する。番組内ではpopteenモデルに必要とされる3大要素「セルフプロデュース・発信力」、「協調性」、「Popteen愛」をさまざまな種目で試すほか、公式Twitterでの視聴者投票、Popteenの誌面アンケートによって専属モデルへの昇格が決定する（最終決定権は『Popteen』編集長）。
シーズン1は2018年11月2日から2019年2月22日まで配信。シーズン2は日本全国の視聴者から一般参加者を募集し、『第2次Popteenカバーガール戦争』と改題し、2019年4月5日スタート（第0回扱い、第1回は2019年4月12日）。シーズン2最終回ではシーズン3開始が告知され、10月4日の22時より『第3次Popteenカバーガール戦争』が配信開始される。

## 出演者

### MC
すべての回には出演しない。全員『Popteen』専属モデル。
- 本田響矢（きょーちゃん）第3次
- 黒田昊夢（ひろむん）第3次

#### 過去のMC
- 生見愛瑠（めるる）第1次、第2次
- 浪花ほのか（ほのばび）第1次、第2次
- 中野恵那（ちゃんえな）第1次、第2次
- 土屋怜菜（れいぽよ）第1次、第2次
- ねお （ねおんつぇる）第1次
- 筒井結愛（ゆあてぃー）第2次、第3次
- ゆな（ゆなたこ）第3次
- 莉子 （りこりこ）第3次
- 福山絢水 （あやみん）第3次
- 湯上響花 （きょうきょう）第3次
- 古田愛理 （あいりる）第3次
- 香音 （のんのん）第3次

### イメージキャラクター
Popteen専属モデルゆるキャラ。
- ちぃたん☆

### 編集長
- 塚谷編集長 - VTRで登場。常に後姿。脱落者や昇格者の最終決定権を持つ。

### シーズン1
- アンジェリカ（アンジェ）（2018年12月7日放送の中間発表で脱落）
- 毛利愛美（あいみん）（2018年12月7日放送の中間発表で脱落）
- 古川優奈（ゆうちゃみ）（2019年2月8日放送で辞退）
- 楠樺音（のんたん）
- 中村りおん（りぃたむ）
- 福山絢水（あやみん）
- 一ノ瀬陽鞠（ひまりん）
- 湯上響花（きょうきょう）
- 山田麗華（れいたぴ）
- 熊田来夢（らいりー）
- 筒井結愛（ゆあてぃー）
- ゆなたこ（ゆなたこ）（2018年12月14日～）[6]
- 田向星華（せいせい）（2018年12月14日～）
- 岩崎春果（るちゃまる）（2018年12月14日～）
- 古田愛理（あいりる）（2019年1月18日〜）[注 1]

### シーズン2（第2次）
- 山田麗華（れいたぴ）
- ゆな（ゆなたこ）
- 湯上響花（きょうきょう）[注 2]
- 福山絢水（あやみん）
- 一ノ瀬陽鞠（ひまりん）
- 岩崎春果（るちゃまる）
- 権随玲（れあぱぴ） - 一般応募
- 福田一華（いちきゃん） - 一般応募
- 川端結愛（ゆめぽて） - 一般応募
- 小泉のん（のんち） - 一般応募
- 樽井みか（みかん） - 一般応募
- 熊谷真里（まりくま） - 一般応募

### シーズン3 (第3次)
- 権随玲（れあぱぴ）
- 福田一華（いちきゃん）
- 川端結愛（ゆめぽて）
- 小泉のん（のんち）
- 樽井みか（みかん）（2019年11月29日放送で脱落）
- 熊谷真里（まりくま）
- 黒江心温（こはるん）- 一般応募
- 佐藤樹里（じゅらむ）- 一般応募（2019年11月29日放送で脱落）
- 堀越琉音（るねちょ）- 一般応募（2019年11月29日放送で脱落）
- 橋本彩花（あやもち）- 一般応募（2019年11月29日放送で脱落）
- 長谷川美月（みちゅ）- 一般応募
- 菅井純愛（ありぽん）- 一般応募
- 福富つき（タルちゃん）- 韓国メンバー
- キム・シユン（シユン）- 韓国メンバー

※第3次はレギュラーモデル四期生6人と一般応募者が参加。韓国メンバーはレギュラーモデル4期生に昇格。これでレギュラーモデル4期生8人と一般応募6人。（最終的にはレギュラーモデル4期生7人と一般応募3人）

## 音楽

### シーズン1主題歌
- 仮谷せいら「Colorful World」

### シーズン2主題歌
- 仮谷せいら「Cover Girl」

### シーズン3主題歌
- 仮谷せいら「Odora Never Cry」

## スタッフ
- ナレーション：伊津野亮
- アートディレクション：竹原沙織[7]